# Homaemota tricolor
Homaemota tricolor är en skalbaggsart som beskrevs av Lea 1917. Homaemota tricolor ingår i släktet Homaemota och familjen långhorningar. Inga underarter finns listade i Catalogue of Life.